# Dècada del 380 aC
La dècada del 380 aC comprèn el període que va des de l'1 de gener del 389 aC fins al 31 de desembre del 380 aC.

## Esdeveniments
- Els gals saquegen Roma
- Colom mecànic, precursor dels robots

## Personatges destacats
- Plató